# Yanahuanca
Yanahuanca é uma cidade do Peru, situada na região de  Pasco. Capital da província de  Daniel Alcides Carrión, sua população em 2017 foi estimada em 4.843 habitantes.